# Кловиця
Кловиця — струмок (мала річка) у Києві, що тече Липками, ліва притока річки Хрещатик. Довжина близько 650 м.

## Опис
Історична назва річки - Верхній Клов. Починається поблизу вулиці Банкової, далі протікає під вулицею Шовковичною та впадає у Хрещатик під вулицею Басейною.
Повністю взята у колектор ще 1835 року, у зв'язку із забудовою місцевості.
Під вулицею Шовковичною колектор влаштовано каскадами, у Хрещатик Кловиця впадає через глибокий перепадний колодязь.